# Symphonie
Os satélites Symphonie foram os primeiros satélites de comunicações construídos pela França e Alemanha (e os primeiros a usar a estabilização de três eixos em órbita geoestacionária com um sistema de propulsão bipropelente) para ser injeto na órbita geoestacionária e para a manutenção em órbita durante a sua vida operacional. Após o lançamento do segundo modelo, que compreendia o primeiro sistema de satélites de telecomunicações completo (incluindo uma reposição em órbita e um segmento dedicado ao controle de solo). Eles foram o resultado de um programa de cooperação formal entre a França e a Alemanha.

## História
A experiência europeia inicial com satélites de telecomunicações geoestacionários começou em 1967, quando uma joint venture foi assinada pela França e pela Alemanha para desenvolver dois satélites experimentais denominados de Symphonie.
A pequena nave espacial (com 230 kg em órbita) com estabilização de 3 eixos e dois transponders de 6/4 GHz foram lançados pelos Estados Unidos em 1974 e 1975. O sistema Symphonie foi muito bem sucedido no fornecimento de ligações de telecomunicações em toda a Europa e em outros continentes. Ambos os satélites superou os 5 anos de vida de projeto útil e foram transferidos para órbitas cemitério em 1983 e 1985, respectivamente.
Os satélites Symphonie foram inicialmente planejado para ser lançado por veículo de lançamento Europa 2, mas devido à indisponibilidade depois de várias falhas de lançamento, eles foram finalmente lançado por foguetes estadunidense Delta 2914.

## Satélites
| Satélite    | Fabricante                    | Data do lançamento     | Veículo de lançamento | Estado                              |
| ----------- | ----------------------------- | ---------------------- | --------------------- | ----------------------------------- |
| Symphonie 1 | CIFAS/Aerospatiale consortium | 19 de dezembro de 1974 | Delta 2914            | Retirado em 19 de fevereiro de 1983 |
| Symphonie 2 | CIFAS/Aerospatiale consortium | 27 de agosto de 1975   | Delta 2914            | Retirado em dezembro de 1985        |